# No No Song
Singles de Ringo Starr
Only You (And You Alone)
(1974) Snookeroo
(1975)
Pistes de Goodnight Vienna
Call Me Only You (And You Alone)
No No Song est une chanson composée par Hoyt Axton et David Jackson pour l'album Goodnight Vienna de Ringo Starr. La chanson raconte comment le narrateur s'est vu proposer différentes formes de drogues et d'alcool et les refuse successivement. Harry Nilsson a participé aux chœurs aux côtés de l'ancien Beatle.
La chanson est sortie le  27 janvier 1975 sur un single américain ayant pour face B Snookeroo, et a atteint la 3e place du Billboard Hot 100. Elle s'est classée à la première position dans les classements canadiens. Enfin, elle est sortie en 1976 en face B de Oh My My au Royaume-Uni, pour accompagner la sortie de son album compilation Blast from Your Past, mais cette fois sans parvenir à entrer dans les charts.

## Autres versions
Toujours en 1975, Hoyt Axton l'enregistre et la publie en single, couplée à Lion in the Winter et est incluse sur son album Southbound (en). On peut y entendre le duo d'humoristes américains Cheech and Chong (en).
La même année, Joe Dassin l'adapte en français sous le titre Moi j'ai dit non qui sera publié en face B de son plus grand succès L'Été indien. Cette fois, la chanson raconte que le protagoniste se fait offrir de l'argent, reçoit une proposition en mariage et, enfin, se fait offrir du pouvoir politique qu'il refuse à chaque fois pour pouvoir préserver sa tranquillité d'esprit. Toujours en 1975, le chanteur québécois Robert Demontigny l'adapte à son tour sous le titre (Non non non non) Je suis un mari fidèle avec la version instrumentale en face B. Cette fois, le personnage refuse les avances de quelques femmes mais se ravise lorsqu'il surprend son épouse embrassant son meilleur ami.
Une version brésilienne a aussi été publiée en 1988 par Raul Seixas intitulée Não Quero Mais Andar na Contra-mão placée sur son album A Pedra Do Gênesis et sortie en 45-tours promotionnel. Cette fois, le thème original est préservé mais les drogues sont tirées du vécu brésilien.